# Varmluftsovn
En varmluftsovn, varmluftovn eller konvektionsovn er en ovn til madlavning, der har ventilatorer, der cirkulerer den varme luft, så der opnås en mere jævn varmefordeling, omtrent samme temperatur overalt i ovnen, hvilket fx gør det muligt at have mange plader på forskellige niveauer ved samme tid. Små varmluftovne til husholdningsbrug blev fra 2010 markedsført af Philips og generelt fra 2018 som airfryer.
Varmluftovne fås dels som såkaldte ægte varmluftovne, hvor et varmeelement er placeret ved siden af ventilatoren. Luften opvarmes ved hjælp af den, og luften opvarmer så igen maden. Og dels som en såkaldt falsk varmluftsovn eller blæserassisteret ovn, hvor varmelegemet ved ventilatoren mangler. Luften opvarmes, og samtidig maden, med de sædvanlige varmeelementer, overvarme og undervarme. Det er en almindelig ovn med en cirkulationsventilator.
En tommelfingerregel er, at en madopskrift beregnet til en ovn uden blæser skal have temperaturen justeret 20 °C nedad, når en ovn med blæser bruges.

## Airfryer
En airfryer er en lille bordvarmluftsovn designet til at simulere friturestegning uden at nedsænke maden i olie. En ventilator cirkulerer varm luft ved høj hastighed, hvilket giver et sprødt lag via brunfarvningsreaktioner såsom Maillard-reaktionen. Nogle produktanmeldere finder, at almindelige varmluftsovne eller varmluftsbrødsovne giver bedre resultater, eller siger, at luftstegning stort set er det samme som varmluftsbagning.
Den originale Philips Airfryer brugte strålevarme fra et varmeelement lige over maden og konvektionsvarme fra en stærk luftstrøm, der strømmede opad gennem den åbne bund af madkammeret og leverede varme fra alle sider, med en lille mængde varm luft tvunget til at passere fra varmelegemets overflade og over maden, uden at der cirkulerer tomgangsluft som i en varmluftsovn. En formet guide ledede luftstrømmen hen over bunden af maden. Teknikken blev patenteret som Rapid Air-teknologi.
Traditionelle stegemetoder inducerer Maillard-reaktionen ved temperaturer på 140 til 165 °C (284 til 329 °F) ved fuldstændigt at nedsænke fødevarer i varm olie, et godt stykke over vands kogepunkt. Airfryeren fungerer ved at overtrække maden i et tyndt lag olie og cirkulere luft ved op til 200 °C (392 °F) for at påføre tilstrækkelig varme til at forårsage reaktionen.
De fleste airfryer har temperaturjusteringer og timerjusteringer, der tillader mere præcis madlavning. Maden tilberedes typisk i en kurv, der sidder på en drypbakke. Kurven skal periodisk rystes, enten manuelt eller ved hjælp af frituremekanismen. Konvektionsovne og airfryer ligner hinanden i måden, de laver mad på, men airfryer-apparater er generelt mindre og afgiver mindre varme.